# Japan Cup 2016
Der 24. Japan Cup 2016 war ein japanisches Straßenradrennen. Das Eintagesrennen fand am Sonntag, den 23. Oktober 2016, statt. Dieses Radrennen startete und endete in Utsunomiya mit einer Länge von 144,2 km. Zudem gehörte das Radrennen zur UCI Asia Tour 2016 und war dort in der Kategorie 1.HC eingestuft.

## Rennergebnis
| #      | Fahrer                  | Team                               | Zeit       |
| ------ | ----------------------- | ---------------------------------- | ---------- |
| Sieger | Davide Villella         | Cannondale-Drapac Pro Cycling Team | 3h 46' 43" |
| 2.     | Christopher Juul Jensen | Orica-BikeExchange                 | +0' 06"    |
| 3.     | Robert Power            | Orica-BikeExchange                 | +0' 14"    |
| 4.     | Manuele Mori            | Lampre-Merida                      | gl. Zeit   |
| 5.     | Óscar Pujol             | Team Ukyo                          | gl. Zeit   |
| 6.     | Alex Peters             | Team Sky                           | gl. Zeit   |
| 7.     | Benjamin Prades         | Team Ukyo                          | +0' 17"    |
| 8.     | Javier Megias           | Team Novo Nordisk                  | +0' 43"    |
| 9.     | Yukiya Arashiro         | Lampre-Merida                      | gl. Zeit   |
| 10.    | Joey Rosskopf           | BMC Racing Team                    | gl. Zeit   |